# Saison 2 de Desperate Housewives
Chronologie
Saison 1 Saison 3
Cet article présente le guide des épisodes de la deuxième saison du feuilleton télévisé américain Desperate Housewives. Cette saison est composée de 24 épisodes, diffusés du 25 septembre 2005 au 21 mai 2006 sur ABC.

## Synopsis de la saison
La deuxième saison se concentre sur les déboires de Bree après la mort de Rex, le retour de Lynette dans la publicité, les échecs successifs de maternité de Gabrielle et l'arrivée d'une nouvelle voisine : Betty Applewhite, et ses deux fils, Matthew et Caleb. Tout au long de la saison, les relations entre Bree et son fils Andrew sont de plus en plus tendues. Gabrielle perd son bébé lors d'une chute dans l'escalier mais prend les choses en main pour en avoir un avec Carlos en se tournant vers les adoptions. Lynette redevient le « requin » du monde de la publicité mais a du mal à gérer cette nouvelle vie. La relation amoureuse entre Susan et Mike connaît des hauts et des bas. Karl, l'ex-mari de Susan, vit désormais avec Edie. Felicia Tilman, de retour dans le quartier, semble plus décidée que jamais à venger sa sœur.

## Production
Marc Cherry, Tom Spezialy et Michael Edelstein reviennent en tant que producteurs exécutifs pour la deuxième saison de la série. Le scénariste Kevin Murphy revient, également en tant que coproducteur exécutif tout comme George W. Perkins, Chris Black, Joey Murphy et John Pardee. Tous sauf Edelstein et Pardee servaient aussi en tant que scénaristes. Alexandra Cunningham, Jenna Bans, Kevin Etten et Josh Senter, scénaristes de la première saison sont rejoints par d'autres nouveaux comme Bruce Zimmerman, Dahvi Waller, Alan Cross, Ellie Herman, Jim Lincoln et Scott Sanford Tobis. Neuf réalisateurs ont travaillé pour Desperate Housewives, comme Larry Shaw, David Grossman et Arlene Sanford, de la première saison. Wendey Stanzler, Robert Duncan McNeill, Pam Thomas, Randy Zisk, Stephen Cragg et Tom Cherones ont réalisé des épisodes de la série pour la première fois cette saison. Cherry délaissa la majeure partie de l'écriture de la saison aux autres membres, ce qui résulta en un déluge de critiques qui proclamaient que c'était de sa faute si la qualité de la deuxième saison n'était pas au même niveau que la première. En conséquence, Edelstein quitta la série après les 13 premiers épisodes de la cette saison et Spezialy le suivit dès la fin de la saison. Il faut savoir que Marc Cherry a dit depuis qu'il regrettait la plupart de la deuxième saison à cause du choix de la chaîne qui avait décidé d'ajouter un épisode de plus sur les 23 prévus, qui força l'équipe à accélérer la production et l'écriture, ce qui apparemment n'a pas bien fonctionné. Teri Hatcher (Susan) a également mentionné les problèmes de production pendant le tournage de la deuxième saison, notamment l'écriture, dont parfois les scripts furent incomplets ou très en retard. Elle et ses partenaires comme Marcia Cross (Bree), James Denton (Mike), et Felicity Huffman (Lynette) ont tous exprimé leur ressenti face à la baisse de qualité de la série, que ce soit au niveau des critiques ou au niveau de l'écriture.
Colonial Street, qui est le lieu de tournage principal de la série, connu d'importants changements additionnels durant cette saison. Tout d'abord, le cul-de-sac, appelé le "Circle Drive" (le rond-point) par certains membres de l'équipe, fut réorganisé. En effet, alors qu'il était pratiquement pas vu à l'écran lors de la première saison, certaines maisons, ou façades qu'il y avait comme une église ont été détruites pour accueillir le parc, maintenant connu et très visité lors des saisons futures.

## Distribution

### Acteurs principaux
- Teri Hatcher (VF : Claire Guyot) : Susan Mayer
- Felicity Huffman (VF : Caroline Beaune) : Lynette Scavo
- Marcia Cross (VF : Blanche Ravalec) : Bree Van de Kamp
- Eva Longoria (VF : Odile Schmitt) : Gabrielle Solis
- Nicollette Sheridan (VF : Marie-Martine Bisson) : Edie Britt
- Alfre Woodard (VF : Françoise Vallon) : Betty Applewhite
- Ricardo Antonio Chavira (VF : Bernard Gabay) : Carlos Solis
- Mark Moses (VF : Luc Bernard) : Paul Young
- Andrea Bowen (VF : Karine Foviau) : Julie Mayer
- Doug Savant (VF : Emmanuel Curtil) : Tom Scavo
- Cody Kasch (VF : Alexis Tomassian) : Zach Young
- Richard Burgi (VF : Bernard Lanneau) : Karl Mayer
- Brenda Strong (VF : Françoise Cadol) : Mary Alice Young
- James Denton (VF : Arnaud Arbessier) : Mike Delfino

### Acteurs récurrents
- Shawn Pyfrom (VF : Yoann Sover) : Andrew Van de Kamp
- Joy Lauren (VF : Manon Azem) : Danielle Van de Kamp
- Mehcad Brooks (VF : Adrien Antoine) : Matthew Applewhite
- Brent Kinsman (VF : Gwenvin Sommier) : Preston Scavo
- Shane Kinsman (VF : Gwenaël Sommier) : Porter Scavo
- Zane Huett (VF : Kevin Sommier) : Parker Scavo
- Page Kennedy (épisodes 1-7) puis NaShawn Kearse (épisodes 8-24) (VF : Daniel Lobé) : Caleb Applewhite
- Roger Bart (VF : Vincent Ropion) : George Williams (épisodes 2-9, 24)

### Acteurs invités
- Harriet Sansom Harris (VF : Élisabeth Wiener) : Felicia Tilman
- Kathryn Joosten (VF : Paule Emanuele) : Karen McCluskey
- Steven Culp (VF : Georges Caudron) : Rex Van de Kamp
- Jesse Metcalfe (VF : Emmanuel Garijo) : John Rowland
- Kyle MacLachlan (VF : Patrick Poivey) : Orson Hodge
- Bob Gunton (VF : Michel Modo) : Noah Taylor
- Shirley Knight (VF : Marion Game) : Phyllis Van de Kamp
- Kiersten Warren (VF : Natacha Muller) : Nora Huntington
- Gwendoline Yeo (VF : Yumi Fujimori) : Xiao-Mei
- Pat Crawford Brown (VF : Claude Chantal) : Ida Greenberg
- Ryan Carnes (VF : Pascal Nowak) : Justin

## Épisodes
Les titres officiels de cette saison (figurant sur le coffret DVD) sont ceux de Canal+ du 2.01 au 2.12, puis ceux de Radio Canada du 2.13 au 2.15 & du 2.17 au 2.19, et enfin ceux de Buena Vista Home Entertainment (le distributeur du coffret) pour le 2.16 & du 2.20 au 2.24. Cela étant, les titres étant premiers ici sont ceux de Canal +, étant les premiers à être diffusés dans la série en France. 

### Épisode 1:Nouvelles Fleurs, Nouvelles Maisons, Nouveaux Voisins
- États-Unis /  Canada : 25 septembre 2005 sur ABC / CTV[1]
- Québec : 11 avril 2006 sur Radio-Canada
- France : 7 septembre 2006 sur Canal+ et 28 juin 2007 sur M6
- Belgique : 12 novembre 2006 sur RTL-TVi
- Suisse : 2 mars 2007 sur TSR1

- États-Unis : 28,36 millions de téléspectateurs[2] (première diffusion)

- Jesse Metcalfe (John Rowland)
- Joely Fisher (Nina Fletcher)
- Currie Graham (Ed Ferrara)
- Andy Umberger (Officier Romslo)
- Mehcad Brooks (Matthew Applewhite)
- Brent Kinsman (Preston Scavo)
- Shane Kinsman (Porter Scavo)
- Zane Huett (Parker Scavo)
- Dakin Matthews (Révérend Sykes)
- Shirley Knight (Phyllis Van de Kamp)
- Charlie Babcock (Stu Durber)
- Nikki Braendlin (Réceptionniste)
- Pat Crawford Brown (Ida Greenberg)
- Stacy Solodkin (Femme malheureuse)

- Shawn Pyfrom (Andrew Van de Kamp), Joy Lauren (Danielle Van de Kamp), Mehcad Brooks (Matthew Applewhite), Brent Kinsman (Preston Scavo), Shane Kinsman (Porter Scavo), et Zane Huett (Parker Scavo) sont réguliers dès cet épisode, mais seulement les noms de Alfre Woodard, Doug Savant et Richard Burgi sont vus dans le générique. À noter que Page Kennedy (Caleb Applewhite) rejoint le casting principal.
- C'est le premier épisode où Jesse Metcalfe (John Rowland) et Steven Culp (Rex Van de Kamp) n'apparaissent plus en tant que réguliers et personnages principaux. Ils reviendront plus tard dans la série mais en tant qu'invités.
- Bien que crédités, Mark Moses (Paul Young), Richard Burgi (Karl Mayer) et Roger Bart (George Williams) n'apparaissent pas dans cet épisode.
- Il était prévu que quand Mike (James Denton) arrive chez lui et trouve Zach (Cody Kasch) tenant Susan en otage, la scène, à l'origine, devait finir sur Mike se faisant tirer dessus, mais il l'avait déjà été dans l'épisode 1.14 La vérité cachée, donc la scène a été réécrite et Susan (Teri Hatcher) tira sur la bouteille d'alcool d'Ida Greenberg à travers la fenêtre. Cela ajoute un peu de comédie à l'effet dramatique tant attendu.
- L'épisode a été suivi par 28.36 millions d'américains sur ABC. C'est le deuxième plus haut score pour un épisode de la série. Le précédent est le dernier épisode de la première saison Une fin heureuse qui a réalisé 30.62 millions, puis vient en troisième position Nous sommes tous des pêcheurs, le 8e épisode de la première saison avec un total de 27.24 millions. Aucun autre épisode n'a réussi à dépasser ces trois records-là.
- La scène avec Betty (Alfre Woodard) et Matthew (Mehcad Brooks) qui apportent un plateau-repas à un mystérieux prisonnier devait à l'origine être présente dans le season finale de la première saison. Marc Cherry en avait décidé ainsi car il lui semblait que c'était beaucoup mieux d'introduire le mystère de la saison d'après dans le dernier épisode de la première saison. Mais la scène fut abandonnée et plus tard retranscrite dans le 2.01, ce qui explique pourquoi Betty & Matthew portent les mêmes vêtements qu'ils portaient dans Une fin heureuse lorsqu'Edie vient leur parler. À noter également que la scène où Betty joue du piano puis donne l'arme à Matthew avait été filmée la nuit. Elle a été tournée de nouveau mais cette fois-ci de jour pour qu'elle coïncide avec la fin de l'enterrement de Rex.
- Le titre de l'épisode provient d'une chanson d'une comédie musicale de Stephen Sondheim, intitulée Pacific Overtures.
- C'est le seul season premiere que Marc Cherry n'a pas écrit ou coécrit, avec celui de la saison 8.
- Le titre choisi par Canal+ est une parodie du film Le Retour de la momie réalisé par Stephen Sommers et sorti en 2001.

### Épisode 2:La Bataille pour le pouvoir
- États-Unis : 2 octobre 2005 sur ABC
- Québec : 18 avril 2006
- France : 7 septembre 2006 sur Canal+ & 28 juin 2007 sur M6
- Suisse : 2 mars 2007 sur TSR1

- États-Unis : 27,11 millions de téléspectateurs[3] (première diffusion)

- Terry Bozeman (Dr Lee Craig)
- Brian George (Mr Pashmutti)
- Alexandra Lydon (Rita Rivara)
- Daniel Roebuck (Joe Flannery)
- Shirley Knight (Phyllis Van de Kamp)
- Pat Crawford Brown (Ida Greenberg)
- Ridge Canipe (Danny Farrell)
- Deb Hiett (Femme)
- Loren Lester (Dr Baker)

- Le personnage de George Williams (Roger Bart) est élevé au rang de personnage principal à partir de cet épisode.
- Bien que crédités, Paul Young (Mark Moses), Andrew Van de Kamp (Shawn Pyfrom), Danielle Van de Kamp (Joy Lauren) et Zach Young (Cody Kasch) n'apparaissent pas dans cet épisode.
- Le titre de l'épisode provient d'une chanson d'une comédie musicale de Stephen Sondheim, intitulée Company.
- Le titre choisi par Canal+ est une parodie du film Prends l'oseille et tire-toi réalisé par Woody Allen et sorti en 1969.

### Épisode 3:Le Jeu du faire semblant
- États-Unis : 9 octobre 2005 sur ABC
- Québec : 25 avril 2006
- France : 14 septembre 2006 sur Canal+ et 5 juillet 2007 sur M6
- Suisse : 2 mars 2007 sur TSR1

- États-Unis : 26,06 millions de téléspectateurs[4] (première diffusion)

- Jesse Metcalfe (John Rowland)
- Joely Fisher (Nina Fletcher)
- Harriet Sansom Harris (Felicia Tilman)
- Kurt Fuller (Détective Barton)
- Shirley Knight (Phyllis Van de Kamp)
- Bruno Amato (Garde)
- Charlie Babcock (Stu Durber)
- Rende Rae Norman (Mme Novak)
- Alejandro Patino (Ralph)
- Phil Abrams (Technicien)

- Bien que crédités, Paul Young (Mark Moses), Zach Young (Cody Kasch), Brent Kinsman (Preston Scavo) & Shane Kinsman (Porter Scavo) n'apparaissent pas dans cet épisode.
- Le titre de l'épisode provient d'une chanson de Jule Styne dont les paroles ont été écrites par Stephen Sondheim, et chantée par Mama Rose et Herbie dans la comédie musicale intitulée Gypsy.
- Le titre choisi par Canal+ est une parodie du film Massacre à la tronçonneuse réalisé par Tobe Hooper et sorti en 1974.

### Épisode 4:Ceux qui nous aiment
- États-Unis /  Canada : 16 octobre 2005 sur ABC / CTV
- Québec : 25 avril 2006
- France : 14 septembre 2006 sur Canal+ et 5 juillet 2007 sur M6
- Suisse : 9 mars 2007 sur TSR1

- États-Unis : 25,78 millions de téléspectateurs[5] (première diffusion)
- Canada : 2,953 millions de téléspectateurs[6]

- Adrian Pasdar (David Bradley)
- Roger Bart (George Williams)
- Zane Huett (Parker Scavo)
- Michael Hitchcock (Mr Doyle)
- Harry S. Murphy (Principal Lentz)
- Shannon O'Hurley (Mme Truesdale)
- Joe Basile (Officier)
- Aaliyah Franks (Patty)
- John Hemphil (Coach)
- Kevin Will (Vendeur de glaces)

- Bien que crédités, Paul Young (Mark Moses), Betty Applewhite (Alfre Woodard), Julie Mayer (Andrea Bowen), Matthew Applewhite (Mehcad Brooks), Caleb Applewhite (Page Kennedy) & Karl Mayer (Richard Burgi) n'apparaissent pas dans cet épisode. À noter qu'un seul des jumeaux apparaît également.
- Le titre de l'épisode provient d'une chanson d'une comédie musicale de Cole Porter intitulée Leave it to Me.
- Le titre choisi par Canal+ est une parodie du film Papy fait de la résistance réalisé par Jean-Marie Poiré et sorti en 1983.

### Épisode 5:On n'enterre que deux fois
- États-Unis : 23 octobre 2005 sur ABC
- Québec : 2 mai 2006
- France : 21 septembre 2006 sur Canal+ et 12 juillet 2007 sur M6
- Suisse : 9 mars 2007 sur TSR1

- États-Unis : 25,22 millions de téléspectateurs[7] (première diffusion)

- Adrian Pasdar (David Bradley)
- Joely Fisher (Nina Fletcher)
- Page Kennedy (Caleb Applewhite)
- Wallace Shawn (Lonnie Moon)
- Scott Allan Campbell (Détective Sloan)
- Kurt Fuller (Détective Barton)
- Nicki Micheaux (Détective Schroeder)
- James Shanklin (Détective Morgan)
- Ranjani Brow (Lisa)

- Bien que crédités, Zach Young (Cody Kasch), Andrew Van de Kamp (Shawn Pyfrom), Danielle Van de Kamp (Joy Lauren), George Williams (Roger Bart), Preston Scavo (Brent Kinsman), Porter Scavo (Shane Kinsman) & Parker Scavo (Zane Huett) n'apparaissent pas dans cet épisode.
- Lynette danse sur le bar sur la chanson Boogie Shoes. Quand Felicity Huffman était dans la série Sports Night, il était dit que si son personnage, Dana Whitaker, « se réveillait en ayant bu une margarita, il y avait une très bonne chance pour qu'elle se lève et commence à danser sur la table sur My Boogie Shoes ». Ironie du sort, c'est ce qu'elle fait ici.
- Lorsque Lonnie Moon marche vers la maison de Susan, on peut voir que Susan est dans sa cuisine, regardant la télévision en faisant la vaisselle. Lorsqu'elle l'aperçoit, elle laisse alors la vaisselle toute seule pour venir accueillir son ami et agent, mais la caméra s'arrête un instant sur la télévision. On peut donc voir un journaliste disant qu'il y a "une avancée dans l'affaire Mélanie Foster". Ce n'est pas par hasard que cette information est placée ici car il y a un lien avec le mystère de la saison. Mais à ce stade de la saison (5/24), les téléspectateurs n'y voient aucun rapport.
- Le titre de l'épisode provient d'une chanson écrite par Stephen Sondheim pour une pièce télévisée (jamais produite) d'Elaine Sterne Carrington intitulée I Believe In You.
- Le titre choisi par Canal+ est une parodie du film On ne meurt que deux fois réalisé par Jacques Deray et sorti en 1985.

### Épisode 6:Certains rêves ne se réalisent jamais
- États-Unis : 6 novembre 2005 sur ABC
- Québec : 2 mai 2006
- France : 21 septembre 2006 sur Canal+ et 12 juillet 2007 sur M6
- Suisse : 9 mars 2007 sur TSR1

- États-Unis : 23,93 millions de téléspectateurs[8] (première diffusion)

- Adrian Pasdar (David Bradley)
- Joely Fisher (Nina Fletcher)
- Sam Lloyd (Dr Albert Goldfine)
- Lesley Ann Warren (Sophie Bremmer)
- Pat Crawford Brown (Ida Greenberg)
- Betty Murphy (Alberta Fromme)
- Robert Clendenin (Louis)
- Scott Atkinson (Policer #1)
- Richard Jenik (Policier #2)
- Charlie Babcock (Stu)
- Bruce Katzman (Juge)
- Steven Hack (Clerk)
- Julie Michaels (Femme sexy)
- Amy. E. Thompson (Jeune femme)
- Corie Vickers (Femme d'affaires)

- Bien que crédités, Zach Young (Cody Kasch), Shawn Pyfrom (Andrew Van de Kamp), Joy Lauren (Danielle Van de Kamp), Betty Applewhite (Alfre Woodard), Matthew Applewhite (Mehcad Brooks), Caleb Applewhite (Page Kennedy), Julie Mayer (Andrea Bowen) & Karl Mayer (Richard Burgi) n'apparaissent pas dans cet épisode.
- Le titre de l'épisode provient d'une chanson d'une comédie musicale de Stephen Sondheim intitulée Passion.
- Le titre choisi par Canal+ est une parodie du film In the Mood for Love réalisé par Wong Kar-wai et sorti en 2000.

### Épisode 7:Sexe, Voisins et Vidéo
- États-Unis /  Canada : 13 novembre 2005 sur ABC / CTV
- Québec : 9 mai 2006
- France : 28 septembre 2006 sur Canal+ et 19 juillet 2007 sur M6
- Suisse : 16 mars 2007 sur TSR1

- États-Unis : 25,93 millions de téléspectateurs[9] (première diffusion)
- Canada : 2,726 millions de téléspectateurs[10]

- Sam Lloyd (Albert Goldfine)
- Larry Miller (Leonard Harper)
- Meagan Fay (Norma Harper)
- Linda Dano (Francine Williams)
- Alec Mapa (Vern)
- Maree Cheatham (Ceal)
- Maria Cominis (Mona Clark)
- Eddie Kehler (Stan Grazi)
- Albert Garcia (Luis)
- Lionel Carson (Pharmacien)
- Brecken Palmer (Jimmy Harper)
- Bridger Palmer (PJ Harper)
- Alejandro Patino (Ralph)
- Tanja Reichert (Allison)

- L'épisode devait initialement s'intituler I Must Be Dreaming.
- Bien que crédités, Zach Young (Cody Kasch), Shawn Pyfrom (Andrew Van de Kamp), Ricardo Antonio Chavira (Carlos Solis) & Mark Moses (Paul Young) n'apparaissent pas dans cet épisode.
- Le titre de l'épisode provient d'une chanson d'une comédie musicale de Stephen Sondheim intitulée Sunday in the Park with George.
- En raison du timing à respecter, le générique fut coupé.
- Dans les scènes supplémentaires des bonus du coffret de la deuxième saison, le personnage de Susan (Teri Hatcher) avait une tout autre storyline en perspective qui devait en conséquence faire apparaître les personnages de Sophie, sa mère, (Lesley Ann Warren) et Morty (Bob Newhart). Cependant, cette storyline a été coupée car Marc Cherry voulait aller dans une autre direction (pour aller vers une storyline avec Karl, qui conduirait à l'histoire entre Susan, Karl et Edie à la fin de la saison). Ces deux acteurs n'apparaissent donc pas.
- Le titre choisi par Canal+ est une parodie du film Sexe, Mensonges et Vidéo réalisé par Steven Soderbergh et sorti en 1989.

### Épisode 8:L'Ex-Femme de sa vie
- États-Unis /  Canada : 20 novembre 2005 sur ABC / CTV
- Québec : 16 mai 2006
- France : 28 septembre 2006 sur Canal+ et 19 juillet 2007 sur M6
- Suisse : 16 mars 2007 sur TSR1

- États-Unis : 25,92 millions de téléspectateurs[11] (première diffusion)
- Canada : 2,65 millions de téléspectateurs[12]

- Kathryn Joosten (Karen McCluskey)
- Paul Dooley (Addison Prudy)
- Danny Trejo (Hector Ramos)
- Mia Wesley (Leïla Mitsman)
- John Bradley (Ty Grant)
- Lesley Ann Warren (Sophie Bremmer)
- Bob Newhart (Morty Flickman)
- Pat Crawford Brown (Ida Greenberg)
- Charlie Babcock (Stu)
- Eric Cazenave (Valet)
- Lance E. Nichols (Ministre)

- C'est le premier épisode où NaShawn Kearse apparaît dans le rôle de Caleb Applewhite, en remplacement de Page Kennedy, qui avait été violent sur le tournage. Les scènes de cet épisode initialement tournées avec ce-dernier, ont été retournées avec NaShawn.
- Bien que crédités, Zach Young (Cody Kasch), Shawn Pyfrom (Andrew Van de Kamp), Richard Burgi (Karl Mayer), Nicollette Sheridan (Edie Britt), Zane Huett (Parker Scavo) & Mark Moses (Paul Young) n'apparaissent pas dans cet épisode.
- Le titre de l'épisode provient de la chanson d'ouverture de l'acte II d'une comédie musicale de Stephen Sondheim intitulée A Little Night Music.
- En raison du timing à respecter, le générique fut coupé.
- Le titre choisi par Canal+ est une parodie du film La Femme de sa vie réalisé par Edward H. Griffith et George Cukor et sorti en 1935.

### Épisode 9:La Nonne, la Brute et l'Ex-Truand
- États-Unis : 27 novembre 2005 sur ABC
- Québec : 23 mai 2006
- France : 5 octobre 2006 sur Canal+ et 26 juillet 2007 sur M6
- Suisse : 16 mars 2007 sur TSR1

- États-Unis : 25,89 millions de téléspectateurs[13] (première diffusion)

- Joely Fisher (Nina Fletcher)
- Sam Lloyd (Dr. Albert Goldfine)
- Paul Dooley (Addison Prudy)
- Currie Graham (Ed Ferrara)
- Charlie Babcock (Stu)
- Melinda Page Hamilton (Sœur Mary Bernard)
- Kurt Fuller (Détective Barton)
- Joyce Van Patten (Carol Prudy)
- Kamal Marayati (Bellman)
- Carol Mansell (Pat Ziegler)

- C'est le dernier épisode où Roger Bart alias le pharmacien George Williams apparaît. Cependant, il apparaîtra dans le dernier épisode de la saison dans un flashback.
- Bien que crédités, Alfre Woodard (Betty Applewhite), Mark Moses (Paul Young), Zach Young (Cody Kasch), Doug Savant (Tom Scavo), Shawn Pyfrom (Andrew Van de Kamp), Joy Lauren (Danielle Van de Kamp), James Denton (Mike Delfino), Richard Burgi (Karl Mayer), Mehcad Brooks (Matthew Applewhite), NaShawn Kearse (Caleb Applewhite), Brent Kinsman (Preston Scavo), Shane Kinsman (Porter Scavo) & Zane Huett (Parker Scavo) n'apparaissent pas dans cet épisode.
- Le titre de l'épisode provient d'une chanson d'une comédie musicale de Mary Rodgers intitulée Hot Spot, et dont Stephen Sondheim a coécrit les paroles et la musique.
- En raison du timing à respecter, le générique fut coupé.
- Ce qu'il arrive aux Applewhite dans l'épisode suivant Mon père, ce tordu, était initialement prévu pour arriver dans cet épisode. Mais les scènes ont été reportées vu qu'ils ont dû retourner les scènes avec le nouvel acteur jouant Caleb Applewhite, NaShawn Kearse.
- Le titre choisi par Canal+ est une parodie du film Le Bon, la Brute et le Truand réalisé par Sergio Leone et sorti en 1966.

### Épisode 10:Mon père, ce tordu
- États-Unis : 4 décembre 2005 sur ABC
- Québec : 30 mai 2006
- France : 5 octobre 2006 sur Canal+ et 26 juillet 2007 sur M6
- Suisse : 23 mars 2007 sur TSR1

- États-Unis : 25,52 millions de téléspectateurs[14] (première diffusion)

- Michael Ironside (Curt Monroe)
- Melinda Page Hamilton (Sœur Mary Bernard)
- Paul Dooley (Addison Prudy)
- Currie Graham (Ed Ferrara)
- Kurt Fuller (Détective Barton)
- Joyce Van Patten (Carol Prudy)
- Ryan Carnes (Justin)
- Jeff Doucette (Père Crowley)
- Scott Allan Campbell (Détective Sloan)
- Mary-Kathleen Gordon (Réceptionniste)
- Sven Holmberg (Jerry)
- Carol Mansell (Pat Ziegler)
- Betty Murphy (Alberta Fromme)
- Bunnie Rivera (Infirmière Delany)

- Le titre de l'épisode devait à l'origine s'intituler I've Got You Under My Skin.
- Bien que crédités, Andrea Bowen (Julie Mayer), Doug Savant (Tom Scavo), Joy Lauren (Danielle Van de Kamp), Richard Burgi (Karl Mayer), Brent Kinsman (Preston Scavo), Shane Kinsman (Porter Scavo) & Zane Huett (Parker Scavo) n'apparaissent pas dans cet épisode.
- Les scènes avec les Applewhite de cet épisode étaient à l'origine prévues pour l'épisode d'avant La nonne, la brute et l'ex-truand, mais l'acteur jouant Caleb Applewhite, Page Kennedy fut renvoyé et les scènes ont dû être retournées avec le nouvel acteur NaShawn Kearse. Elles ont donc par la suite été placées dans cet épisode.
- Le titre de l'épisode provient d'une chanson d'une production de Stephen Sondheim de 1999 intitulée Bounce.
- En raison du timing à respecter, le générique fut coupé.
- Roger Bart alias George Williams n'est plus crédité à partir de cet épisode.
- Michael Ironside (Curt Monroe) et Marcia Cross (Bree) sont tous deux apparus dans l'épisode Le Sommet (Summit) de la série Au-delà du réel : L'aventure continue (The Outer Limits).
- Le titre choisi par Canal+ est une parodie du film Mon père, ce héros réalisé par Gérard Lauzier et sorti en 1991.

### Épisode 11:Bon baiser de Gaby
- États-Unis /  Canada : 8 janvier 2006 sur ABC / CTV
- Québec : 6 juin 2006
- France : 12 octobre 2006 sur Canal+ et 2 août 2007 sur M6
- Suisse : 23 mars 2007 sur TSR1

- États-Unis : 23,72 millions de téléspectateurs[15] (première diffusion)
- Canada : 2,393 millions de téléspectateurs[16]

- Michael Ironside (Curt Monroe)
- Ryan Carnes (Justin)
- Pat Crawford Brown (Ida Greenberg)
- Betty Murphy (Alberta Fromme)
- Alejandro Patino (Ralph)

- Bien que crédités, Joy Lauren (Danielle Van de Kamp), Brent Kinsman (Preston Scavo), Shane Kinsman (Porter Scavo) & Zane Huett (Parker Scavo) n'apparaissent pas dans cet épisode.
- Le titre de l'épisode provient d'une chanson d'une comédie musicale de Stephen Sondheim intitulée Follies.
- En raison du timing à respecter, le générique fut coupé.
- L'épisode fit sensation car c'est la première fois qu'Andrew embrassa son petit copain à l'écran, Justin.
- Le président d'ABC, Steve McPherson, considéra que cet épisode était celui qui revenait vers le style original de la série de la première saison, et dont les critiques et les fans disaient qu'elle l'avait un peu mis de côté durant les premiers épisodes de la deuxième saison.
- Le titre choisi par Canal+ est une parodie du film Bons baisers de Russie, 2e de la série James Bond, réalisé par Terence Young et sorti en 1963.

### Épisode 12:Médicalement vôtre
- États-Unis : 15 janvier 2006 sur ABC
- Québec : 13 juin 2006
- France : 12 octobre 2006 sur Canal+ et 2 août 2007 sur M6
- Suisse : 23 mars 2007 sur TSR1

- États-Unis : 22,52 millions de téléspectateurs[17] (première diffusion)

- Harriet Sansom Harris (Felicia Tilman)
- Bob Gunton (Noah Taylor)
- Jay Harrington (Dr Ron McCready)
- Kurt Fuller (Détective Barton)
- Greg Germann (Jim Halverson)
- Alejandro Patino (Ralph)
- Albert Garcia (Luis)
- Sandra Purpuro (Prostituée)
- Jon Spinogatti (en) (Technicien MRI)
- Sonia Iris Lozada (Infirmière)
- Verda Bridges (Infirmière)
- Nikki Tyler-Flynn (Infirmière de Noah)
- Roberto Sanchez (Officier de police)

- C'est le dernier épisode où Roger Bart alias le pharmacien George Williams apparaît. Cependant, il apparaîtra dans le dernier épisode de la saison dans un flashback.
- Bien que crédités, Shawn Pyfrom (Andrew Van de Kamp), Joy Lauren (Danielle Van de Kamp), Richard Burgi (Karl Mayer), NaShawn Kearse (Caleb Applewhite) & Mark Moses (Paul Young) n'apparaissent pas dans cet épisode.
- Le titre de l'épisode provient d'une chanson d'une comédie musicale de Richard Rodgers intitulée Do I Hear a Waltz ?, et dont Stephen Sondheim a participé à la production.
- Après 5 épisodes sans, le générique revient dans son intégralité.
- Le titre choisi par Canal+ peut être une parodie soit du film Dangereusement vôtre, 14e de la série James Bond, réalisé par John Glen et sorti en 1985, soit de la série télévisée Amicalement vôtre créée par Robert S. Baker et diffusée sur ITV de 1971 à 1972, mettant en vedette Tony Curtis et Roger Moore.

### Épisode 13:La vérité si tu parles
- États-Unis : 22 janvier 2006 sur ABC
- Québec : 20 juin 2006
- France : 19 octobre 2006 sur Canal+ et 9 août 2007 sur M6
- Suisse : 30 mars 2007 sur TSR1

- États-Unis : 25,33 millions de téléspectateurs[18] (première diffusion)

- Currie Graham (Ed Ferrara)
- Melinda Page Hamilton (Sœur Mary Bernard)
- Jay Harrington (Dr Ron McCready)
- Jeff Doucette (Père Crowley)
- Dagney Kerr (Infirmière Ruth Ann Heisel)
- Carol Mansell (Pat)
- Mike Gomez (Second Père)

- Bien que crédités, Shawn Pyfrom (Andrew Van de Kamp), James Denton (Mike Delfino), Mark Moses (Paul Young), Cody Kasch (Zach Young), Brent Kinsman (Preston Scavo) &  Shane Kinsman (Porter Scavo) n'apparaissent pas dans cet épisode.
- Le titre de l'épisode provient d'une chanson d'une comédie musicale de Stephen Sondheim intitulée A Funny Thing Happened on the Way to the Forum.
- En raison du timing à respecter, le générique fut coupé.
- Le titre canadien est une parodie du film La Vérité si je mens ! réalisé par Thomas Gilou et sorti en 1997.
- Le titre choisi par Canal+ est une parodie de la série télévisée Deux flics à Miami créée par Anthony Yerkovich et diffusée sur NBC de 1984 à 1989, mettant en vedette Don Johnson et Philip Michael Thomas.

### Épisode 14:Les paris sont lancés
- États-Unis /  Canada : 12 février 2006 sur ABC / CTV
- Québec : 27 juin 2006
- France : 19 octobre 2006 sur Canal+ et 9 août 2007 sur M6
- Suisse : 30 mars 2007 sur TSR1

- États-Unis : 23,47 millions de téléspectateurs[19] (première diffusion)
- Canada : 2,501 millions de téléspectateurs[20]

- Harriet Sansom Harris (Felicia Tilman)
- Bob Gunton (Noah Taylor)
- Currie Graham (Ed Ferrara)
- Nick Chinlund (Détective Sullivan)
- Gwendoline Yeo (Xiao-Mei)
- Carlos Jacott (Gary Grantham)
- Michael McDonald (Steven)
- Jeff Doucette (Père Crowley)
- Jane Lynch (Maxine Bennett)
- Jill Brennan (Tish Atherton)
- Jim Cantafio (Agent FBI #1)
- Andrew Ware (Agent FBI #2)
- Carol Mansell (Pat)
- Tim Monsion (Dr Cunningham)

- Bien que crédités, Jay Harrington (Dr Ron McCready), Mark Moses (Paul Young), Zach Young (Cody Kasch) Shawn Pyfrom (Andrew Van de Kamp), Andrea Bowen (Julie Mayer), Brent Kinsman (Preston Scavo), Shane Kinsman (Porter Scavo) & Zane Huett (Parker Scavo) n'apparaissent pas dans cet épisode.
- Le titre de l'épisode provient d'une chanson d'une comédie musicale de Stephen Sondheim intitulée A Little Night Music.
- En raison du timing à respecter, le générique fut coupé.
- La scène du Précédemment dans Desperate Housewives, dans laquelle il est dit à Susan que sa rate « s'est rapprochée de son cœur » et qu'elle doit « faire le nécessaire auprès de son assurance » n'a en fait jamais été montré dans aucun épisode auparavant, car elle provient d'une scène coupée.
- Le titre canadien reprend l'expression populaire « Les paris sont lancés ».
- Le titre choisi par Canal+ est une parodie du film Un petit jeu sans conséquence réalisé par Bernard Rapp et sorti en 2004.

### Épisode 15:Une nounou pas franchement d'enfer
- États-Unis : 19 février 2006 sur ABC
- Québec : 4 juillet 2006
- France : 26 octobre 2006 sur Canal+ et 16 août 2007 sur M6
- Suisse : 30 mars 2007 sur TSR1

- États-Unis : 23,41 millions de téléspectateurs[21] (première diffusion)

- Harriet Sansom Harris (Felicia Tilman)
- Bob Gunton (Noah Taylor)
- Maria Conchita Alonso (Lucia Marquez)
- Nick Chinlund (Détective Sullivan)
- Gwendoline Yeo (Xiao-Mei)
- Jay Harrington (Dr Ron McCready)
- Kathryn Joosten (Karen McCluskey)

- Bien que crédités, Alfre Woodard (Betty Applewhite), Mehcad Brooks (Matthew Applewhite), NaShawn Kearse (Caleb Applewhite) & Zane Huett (Parker Scavo) n'apparaissent pas dans cet épisode.
- Le titre de l'épisode provient d'une chanson d'une comédie musicale de Stephen Sondheim intitulée Do I Hear a Waltz ?.
- En raison du timing à respecter, le générique fut coupé.
- Le titre canadien est une parodie de la série télévisée Une nounou d'enfer créée par Peter Marc Jacobson et Fran Drescher, diffusée sur CBS de 1993 à 1999.
- Le titre choisi par Canal+ est une parodie de la chanson Viens boire un p'tit coup à la maison sortie en 1986 et interprétée par le groupe Licence IV.
- Dans cet épisode, on apprend que Gabrielle a été violée par son beau-père alors qu'elle était adolescente. Ce viol avait déjà été évoqué, implicitement, dans la séquence d'ouverture de l'épisode 1.09. Gabrielle reparlera de son traumatisme dans la saison 7, lors de séance de psychanalyse.

### Épisode 16:Le Chirurgien, sa Femme et son Amant
- États-Unis /  Canada : 12 mars 2006 sur ABC / CTV
- Québec : 11 juillet 2006
- France : 26 octobre 2006 sur Canal+ et 16 août 2007 sur M6
- Suisse : 6 avril 2007 sur TSR1

- États-Unis : 22,20 millions de téléspectateurs[22] (première diffusion)
- Canada : 2,404 millions de téléspectateurs[23]

- Harriet Sansom Harris (Felicia Tilman)
- Bob Gunton (Noah Taylor)
- Nick Chinlund (Détective Sullivan)
- Jay Harrington (Dr Ron McCready)
- Kathryn Joosten (Karen McCluskey)
- Ryan Carnes (Justin)
- Dagney Kerr (Ruth Ann Heisel)
- Kathryn Harrold (Helen Rowland)
- John Kapelos (Eugene Beale)
- Bruce Jarchow (Sam Barmanis)

- Bien que crédités, Nicollette Sheridan (Edie Britt), Andrea Bowen (Julie Mayer), Alfre Woodard (Betty Applewhite), Mehcad Brooks (Matthew Applewhite), NaShawn Kearse (Caleb Applewhite) & Joy Lauren (Danielle Van de Kamp) n'apparaissent pas dans cet épisode.
- Le titre de l'épisode provient d'une chanson d'une comédie musicale de Stephen Sondheim intitulée Pacific Overtures.
- En raison du timing à respecter, le générique fut coupé.
- Mary Alice Young (Brenda Strong) est vue pour la première fois de la saison dans cet épisode.
- Le titre canadien est une parodie du film Le Cuisinier, le voleur, sa femme et son amant réalisé par Peter Greenaway et sorti en 1989.
- Le titre choisi par Canal+ est une parodie du film Arrête-moi si tu peux réalisé par Steven Spielberg et sorti en 2002, mettant en vedette Leonardo DiCaprio et Tom Hanks.

### Épisode 17:Des liens rompus
- États-Unis : 26 mars 2006 sur ABC
- Québec : 18 juillet 2006
- France : 2 novembre 2006 sur Canal+ et 23 août 2007 sur M6
- Suisse : 6 avril 2007 sur TSR1

- États-Unis : 21,41 millions de téléspectateurs[24] (première diffusion)

- Currie Graham (Ed Ferrara)
- Jay Harrington (Dr Ron McCready)
- Lee Tergesen (Peter McMillan)
- Ryan Carnes (Justin)
- Nichole Hiltz (Libby Collins)
- Bruce Jarchow (Sam Barmanis)
- Jennifer Lyons (Cecile)

- Bien que crédités, Nicollette Sheridan (Edie Britt), Mark Moses (Paul Young), Doug Savant (Tom Scavo), Cody Kasch (Zach Young) n'apparaissent pas dans cet épisode.
- Le titre de l'épisode provient d'une chanson d'une comédie musicale de Stephen Sondheim intitulée Follies
- Le titre choisi par Canal+ est une parodie du film Un fauteuil pour deux réalisé par John Landis et sorti en 1983.

### Épisode 18:Tentation
- États-Unis : 2 avril 2006 sur ABC
- Québec : 25 juillet 2006
- France : 2 novembre 2006 sur Canal+ et 23 août 2007 sur M6
- Suisse : 6 avril 2007 sur TSR1

- États-Unis : 21,82 millions de téléspectateurs[25] (première diffusion)

- Harriet Sansom Harris (Felicia Tilman)
- Jay Harrington (Dr Ron McCready)
- Lee Tergesen (Peter McMillan)
- Nichole Hiltz (Libby Collins)
- Eddie McClintock (Frank Helm)
- John Kapelos (Eugene Beale)
- Bruce Jarchow (Samuel Bormanis)
- Diane Delano (Donna)

- Bien que crédités, Alfre Woodard (Betty Applewhite), Doug Savant (Tom Scavo), Cody Kasch (Zach Young), Joy Lauren (Danielle Van de Kamp), Mehcad Brooks (Matthew Applewhite), NaShawn Kearse (Caleb Applewhite), Brent Kinsman (Preston Scavo), Shane Kinsman (Porter Scavo) et Zane Huett (Parker Scavo) n'apparaissent pas dans cet épisode.
- Le titre de l'épisode provient d'une chanson d'une comédie musicale de Stephen Sondheim intitulée Anyone Can Whistle.
- Cet épisode partage le même titre original américain avec l'épisode 5.23. Toutefois, dans l'édition DVD américaine, il y est écrit Everyone et non Everybody, ce qui change subtilement le sens.
- En raison du timing à respecter, le générique fut coupé.
- Le titre choisi par Canal+ est une parodie du livre Autant en emporte le vent écrit par Margaret Mitchell, publié en 1936 et adapté au cinéma par Victor Fleming en 1939.

### Épisode 19:La rédemption est possible
- États-Unis : 16 avril 2006 sur ABC
- Québec : 1er août 2006
- France : 9 novembre 2006 sur Canal+ et 30 août 2007 sur M6
- Suisse : 13 avril 2007 sur TSR1

- États-Unis : 20,02 millions de téléspectateurs[26] (première diffusion)

- Kyle MacLachlan (Orson Hodge)
- Harriet Sansom Harris (Felicia Tilman)
- Kathryn Joosten (Karen McCluskey)
- Lee Tergesen (Peter McMillian)
- Gwendoline Yeo (Xiao-Mei)
- Ryan Carnes (Justin)
- Bruce Jarchow (Mr Boramis)
- John Kapelos (Eugene Beale)
- Ronny Cox (Henry Mason)
- Carol Burnett (Eleanor Mason)

- Bien que crédités, Alfre Woodard (Betty Applewhite), Doug Savant (Tom Scavo), Nicollette Sheridan (Edie Britt), Joy Lauren (Danielle Van de Kamp), Mehcad Brooks (Matthew Applewhite), NaShawn Kearse (Caleb Applewhite) n'apparaissent pas dans cet épisode.
- Le titre de l'épisode provient d'une chanson d'une comédie musicale de Stephen Sondheim intitulée Follies chantée par le duo Sally et Ben.
- Le titre choisi par Canal+ est une parodie de la chanson Je l'aime à mourir sortie en 1979 et interprétée par Francis Cabrel.
- Première apparition de Kyle MacLachlan (Orson Hodge).

### Épisode 20:L'Imprévu
- États-Unis : 30 avril 2006 sur ABC
- Québec : 8 août 2006
- France : 9 novembre 2006 sur Canal+ et 30 août 2007 sur M6
- Suisse : 13 avril 2007 sur TSR1

- États-Unis : 21,30 millions de téléspectateurs[27] (première diffusion)

- Currie Graham (Ed Ferrara)
- Lee Tergesen (Peter McMillian)
- Nichole Hiltz (Libby Collins)
- Eddie McClintock (Franck Helm)
- M. C. Gainey (Claude)
- Sam Horrigan (Dale Helm)
- Whitney Dylan (Kelly)
- John Mariano (Oliver Weston)

- Bien que crédités, Mark Moses (Paul Young), Cody Kasch (Zach Young), James Denton (Mike Delfino), Shawn Pyfrom (Andrew Van de Kamp) n'apparaissent pas dans cet épisode.
- Le titre de l'épisode provient d'une chanson d'une comédie musicale de Stephen Sondheim intitulée Follies.
- En raison du timing à respecter, le générique fut coupé.
- Le titre choisi par Canal+ est une parodie du film Courage fuyons réalisé par Yves Robert et sorti en 1979.

### Épisode 21:L'Envie de savoir
- États-Unis /  Canada : 7 mai 2006 sur ABC / CTV
- Québec : 15 août 2006
- France : 16 novembre 2006 sur Canal+ et 6 septembre 2007 sur M6
- Suisse : 13 avril 2007 sur TSR1

- États-Unis : 21,33 millions de téléspectateurs[28] (première diffusion)
- Canada : 2,206 millions de téléspectateurs[29]

- Currie Graham (Ed Ferrara)
- Lee Tergesen (Peter McMillan)
- Gwendoline Yeo (Xiao-Mei)
- Ryan Carnes (Justin)
- Mike Hagerty (Gus)
- John Mariano (Oliver Weston)
- Jim O'Heir (Sam Killian)
- Angela Hughes (Infirmière)

- Bien que crédités, Mark Moses (Paul Young), Cody Kasch (Zach Young), Brent Kinsman (Preston Scavo), Shane Kinsman (Porter Scavo) et Zane Huett (Parker Scavo) n'apparaissent pas dans cet épisode.
- Le titre de l'épisode provient d'une chanson d'une comédie musicale de Stephen Sondheim intitulée Into the Woods chantée par le Petit Chaperon Rouge.
- En raison du timing à respecter, le générique fut coupé.
- Le titre choisi par Canal+ est une parodie de la chanson Allumer le feu sortie en 1998 et interprétée par Johnny Hallyday.

### Épisode 22:Plus d'un tour dans son sac
- États-Unis : 14 mai 2006 sur ABC
- Québec : 22 août 2006
- France : 16 novembre 2006 sur Canal+ et 6 septembre 2007 sur M6
- Suisse : 20 avril 2007 sur TSR1

- États-Unis : 21,03 millions de téléspectateurs[30] (première diffusion)

- Harriet Sansom Harris (Felicia Tilman)
- Kathryn Joosten (Karen McCluskey)
- Gwendoline Yeo (Xiao-Mei)
- Kiersten Warren (Nora Huntington)
- Stephen Tobolowsky (Bud Penrod)
- Kyle MacLachlan (Orson Hodge)

- Bien que crédités, Richard Burgi (Karl Mayer), Shawn Pyfrom (Andrew Van de Kamp) et NaShawn Kearse (Caleb Applewhite) n'apparaissent pas dans cet épisode.
- Le titre de l'épisode provient d'une chanson d'une comédie musicale de Stephen Sondheim intitulée Into the Woods.
- Cet épisode marque la dernière apparition de Felicia, jusqu'à son retour au premier épisode de la saison 7.
- Cet épisode marque également la toute première apparition de Nora, personnage interprété par Kiersten Warren.
- En raison du timing à respecter, le générique fut coupé.
- Le titre choisi par Canal+ est une parodie du film Le Cercle des poètes disparus réalisé par Peter Weir et sorti en 1989, mettant en vedette Robin Williams, Ethan Hawke et Robert Sean Leonard.

### Épisode 23:Rebondissements à Wisteria Lane (1/2)
- États-Unis /  Canada : 21 mai 2006 sur ABC / CTV
- Québec : 29 août 2006
- France : 23 novembre 2006 sur Canal+ et 7 septembre 2007 sur M6
- Suisse : 20 avril 2007 sur TSR1

- États-Unis : 24,23 millions de téléspectateurs[31] (première diffusion)
- Canada : 2,078 millions de téléspectateurs[32]

- Gwendoline Yeo (Xiao-Mei)
- Bob Gunton (Noah Taylor)
- William Atherton (Dr Barr)
- Kathryn Joosten (Karen McCluskey)
- Joy Bisco (Melanie Foster)
- Julie White (Amanda)
- John Callahan (Stan)
- Steven Culp (Rex Van De Kamp)
- Kyle MacLachlan (Orson Hodge)

- C'est la première saison où il y a un 2-Hour Season Finale (deux épisodes dans la même soirée).
- Le titre original de l'épisode 23 & 24 provient d'une chanson d'une comédie musicale de Stephen Sondheim intitulée A Little Night Music.
- Certaines scènes ont été mélangées entre les deux épisodes selon différents pays. Par exemple, la scène entre Zach et son avocat près du lac était initialement une scène de l'épisode 2.23 alors qu'en France, ou au Royaume-Uni, il s'agit d'une scène de l'épisode 2.24.
- Mary Alice Young est vue dans cet épisode et l'épisode suivant pour la deuxième et troisième fois de la saison. La première fois était dans l'épisode 2.16.
- Il y a une erreur quand Bree rencontre Mary Alice. À la fin de la scène, Mary Alice dit qu'elle ne se rappelle comment Bree s'appelle, alors qu'en fait c'est le prénom d'Andrew qu'elle n'a pas entendu, et le prénom de Bree qui a été dit lorsque celle-ci s'est présentée. Il est donc difficile de comprendre comment Mary Alice connaît le prénom d'Andrew alors qu'elle ne l'a pas entendu.
- Le titre choisi par Canal+ est une parodie du film documentaire Les Secrets de la vie réalisé par James Algar et sorti en 1956.

### Épisode 24:Rebondissements à Wisteria Lane (2/2)
- États-Unis /  Canada : 21 mai 2006 sur ABC / CTV
- Québec : 5 septembre 2006
- France : 23 novembre 2006 sur Canal+ & 7 septembre 2007 sur M6
- Suisse : 20 avril 2007 sur TSR1

- États-Unis : 24,23 millions de téléspectateurs[31] (première diffusion)
- Canada : 2,078 millions de téléspectateurs[32]

- Gwendoline Yeo (Xiao-Mei)
- William Atherton (Dr Barr)
- Kiersten Warren (Nora Huntington)
- Julie White (Amanda)
- Roger Bart (George Williams)
- Steven Culp (Rex Van De Kamp)
- Kyle MacLachlan (Orson Hodge)
- Jesse Metcalfe (John Rowland)

- À la fin de l'épisode, nous pouvons constater que tous les membres de la famille Young (Mary Alice, Paul & Zach) ont assassiné quelqu'un depuis le début de la série.
- Cet épisode marque le retour de Rex, interprété par Steven Culp, en tant qu'acteur invité dans des flashbacks. John interprété par Jesse Metcalfe revient également, lui qui n'a pas été vu depuis l'épisode 3 de cette saison. Roger Bart, qui joue le rôle de George revient également pour une scène.
- Bien que crédités, Nicollette Sheridan (Edie Britt) et Shawn Pyfrom (Andrew Van de Kamp) n'apparaissent pas dans ce double-épisode bien qu'Andrew soit aperçu à l'âge de 6 ans.
- Pour la deuxième fois, le season finale comprend des scènes flashbacks qui se produisent avant le suicide de Mary Alice.
- C'est le dernier épisode où Alfre Woodard, Mehcad Brooks et NaShawn Kearse apparaissent dans la série en tant que la famille Applewhite.
- Le titre choisi par Canal+ est une parodie du film documentaire Les Secrets de la vie réalisé par James Algar et sorti en 1956.

## Épisodes spéciaux

### All the Juicy Details
- États-Unis : 1er janvier 2006 sur ABC

- États-Unis : 12,4 millions de téléspectateurs[33]

### The More You Know, The Juicier It Gets
- États-Unis /  Canada : 23 avril 2006 sur ABC / CTV

- États-Unis : 15,7 millions de téléspectateurs[34]
- Canada : 1,477 million de téléspectateurs[35]

## Audience aux États-Unis
La moyenne de cette saison est de 23.99 millions de téléspectateurs américains.
L'épisode le plus regardé est le 2.01 Le retour de la mamie (Next) avec 28.36 millions, alors que l'épisode le moins regardé est le 2.19 La rédemption est possible (Don't Look at Me) avec 20.02 millions.

## DVD
Le DVD de la deuxième saison est sorti le 28 septembre 2007 en France. Il est composé de nombreux bonus.